# Глаза звезды
«Глаза звезды» (англ. Starry Eyes) — американский фильм ужасов 2014 года, снятый режиссёрами Кевином Кельшем, Деннисом Видмайером по собственному сценарию. Средства на съёмку фильма были частично собраны по схеме краудфандинга через сайт Kickstarter.

## Сюжет
Сара (Александра Эссоу) — девушка, страдающая трихотилломанией, работает официанткой в кафе, но мечтает о карьере киноактрисы. Периодически она посещает прослушивания, все они заканчиваются отказом. Очередное прослушивание на главную роль в фильме «Серебряный крик» (англ. The Silver Scream) первоначально складывается неудачно для Сары, но после того, как ассистент режиссера по кастингу становится свидетелем приступа трихотилломании, Сару приглашают повторно.
Воодушевлённая Сара увольняется из кафе и едет на третье собеседование к продюсеру (Луис Дежеран), где подвергается сексуальным домогательствам. Сара убегает и на следующее умоляет бывшего начальника (Пэт Хили) принять её обратно на работу в кафе. Получив отказ, она снова едет к продюсеру, где соглашается на секс. Через некоторое время тело Сары начинает подвергаться страшным изменениям — выпадают волосы и ногти, она быстро теряет силы. Продюсер по телефону сообщает ей, что она может либо умереть, либо принять происходящую метаморфозу и присоединиться к служителям сатанинского культа, которыми являются сотрудники кинокомпании. Сара соглашается и убивает своих друзей одного за другим.

## В ролях
| Актёр            | Роль                 |
| ---------------- | -------------------- |
| Александра Эссоу | Сара                 |
| Аманда Фуллер    | Трейси               |
| Ной Сеган        | Дэнни                |
| Фаббианн Терез   | Эрин                 |
| Шейн Коффи       | По                   |
| Натали Кастилло  | Эшли                 |
| Пэт Хили         | Карл                 |
| Ник Симмонс      | Гинко                |
| Мария Олсен      | Директор по кастингу |
| Марк Сентер      | Ассистент            |
| Луис Дежеран     | Продюсер             |
| Ахтонин Рамос    | Марио                |

## Работа над фильмом
После написания сценария Видмайер и Кельш подумали о получении финансирования через Kickstarter. К проекту присоединился актёр Пэт Хили и кампания по сбору средств завершилась успешно. Съёмки фильма проводились в Лос-Анджелесе в мае 2013 года и были завершены за 18 дней.